# Планински врабац
Планински врабац (лат. Montifringilla nivalis) је мала птица певачица. Упркос свом енглеском имену, она је врабац, а не права зеба .

## Таксономија
Године 1760, француски зоолог Матирен Жак Брисон је у своју „Ornithologie“ укључио опис планинског врапца на основу једног примерка, али без навођења где је сакупљен. Користио је француски назив "Le pinçon de neige ou la niverolle" и латински назив Fringilla nivalis. Иако је Матирен Жак Брисон сковао латинска имена, она се не уклапају у биномни систем и нису призната од стране Међународне комисије за зоолошку номенклатуру. Када је 1766. године шведски природњак Карл фон Лине ажурирао своју Systema Naturae за дванаесто издање, додао је 240 врста које је претходно описао Брисон. Једна од њих био и планински врабац. Карл фон Лине је укључио кратак опис, користио биномни назив Fringilla nivalis и цитирао Брисонов рад. Лине је навео типску локацију као „Америка“. Типска локација је касније означена као Швајцарска. Специфично епитет nivalis је латински израз за „снежан“ или „снежно бео“. Ова врста се сада сврстава у род Montifringilla који је увео немачки орнитолог Кристијан Лудвиг Брем 1828. године.
Препознато је седам подврста:
- Montifringilla nivalis nivalis (Linnaeus, 1766) - јужна Европа
- Montifringilla nivalis leucura (Bonaparte, 1855) - јужна и источна Турска
- Montifringilla nivalis alpicola (Pallas, 1811) - Кавказ и северни Иран до Авганистана
- Montifringilla nivalis gaddi (Zarudny & Loudon, 1904) - југозападни Иран
- Montifringilla nivalis tianshanica (Keve-Kleiner, 1943) - источни Казахстан и северни Таџикистан
- Montifringilla nivalis groumgrzimaili (Zarudny & Loudon, 1904) - од северозападне Кине до централне Монголије
- Montifringilla nivalis kwenlunensis (Bianchi, 1908) - западна централна Кина и северни Тибет

## Опис
Планински врабац је велики, здепасти снежни врабац, дугачак 16,5-19 цм дужине. Има смеђи горњи део тела, бели доњи део тела и сиву главу. Има дугачак, уски бели панел крила. Лети је кљун црн, као и црна подбрадак. Зими се подбрадак губи, а кљун постаје жут. Полови планинског врапца су слични.
Планински врабац у лету показује црна крила са огромним белим панелима крила и црни реп са белим ивицама. Планински врабац има брбљиву песму са много трилова и разноврсним котрљајућим или шкрипавим звуцима.

## Распрострањеност и станиште
Планински врабац је стална врста која се гнезди на голим планинама, обично изнад 1.500 м надморске висине, широм јужне Европе (Пиринеји, Алпи, Корзика, Балкан) и кроз централну Азију до западне Кине. Гнезди се у пукотинама или јазбинама глодара, полажући 3-4 јаја.

## Понашање
Храна планинских врабаца је углавном семена, уз неке инсеката. Неустрашива је и храни се око скијалишта. Издржљива је и ретко се спушта испод 1.000 м надморске висине, чак и по тешким зимским условима.